# Bertha van Heukelom
Bertha van Heukelom (? - 25 février 1322) était une fille d'Otto I van Arkel, seigneur d'Heukelom (1254-1283).
En 1280, elle fut mariée à Gijsbrecht van IJsselstein (nl) (vers 1260? - 1342 ou 1343 ou 1344). De cette union sont issus 5 fils et 2 filles :  Arnold, Otton, Herberen, Johan, Guillaume, Agnes et une autre fille (sans nom).
Bertha van Heukelom tient sa renommée pour avoir dirigé la défense lors du siège du château d'IJsselstein en 1297 pendant le conflit entre le comte de Hollande et l'évêque d'Utrecht. Son époux était retenu prisonnier à Culemborg par Hubrecht van Vianen, seigneur de Culemborg car loyal au Comté de Hollande. Elle en est devenue une héroïne locale.
Elle a été inhumée dans la tombe des seigneurs d'IJsselstein, élevée par sa petite-fille Guyote van IJsselstein, en l'église Sint-Nicolaaskerk d'IJsselstein.
Son histoire a été retranscrite par Melis Stoke dans sa Rijmkroniek du XIIIe siècle. En 1892, C. Joh. Kieviet reprend ce thème dans le livre pour la jeunesse Fulco de minstreel (Fulco le ménestrel).

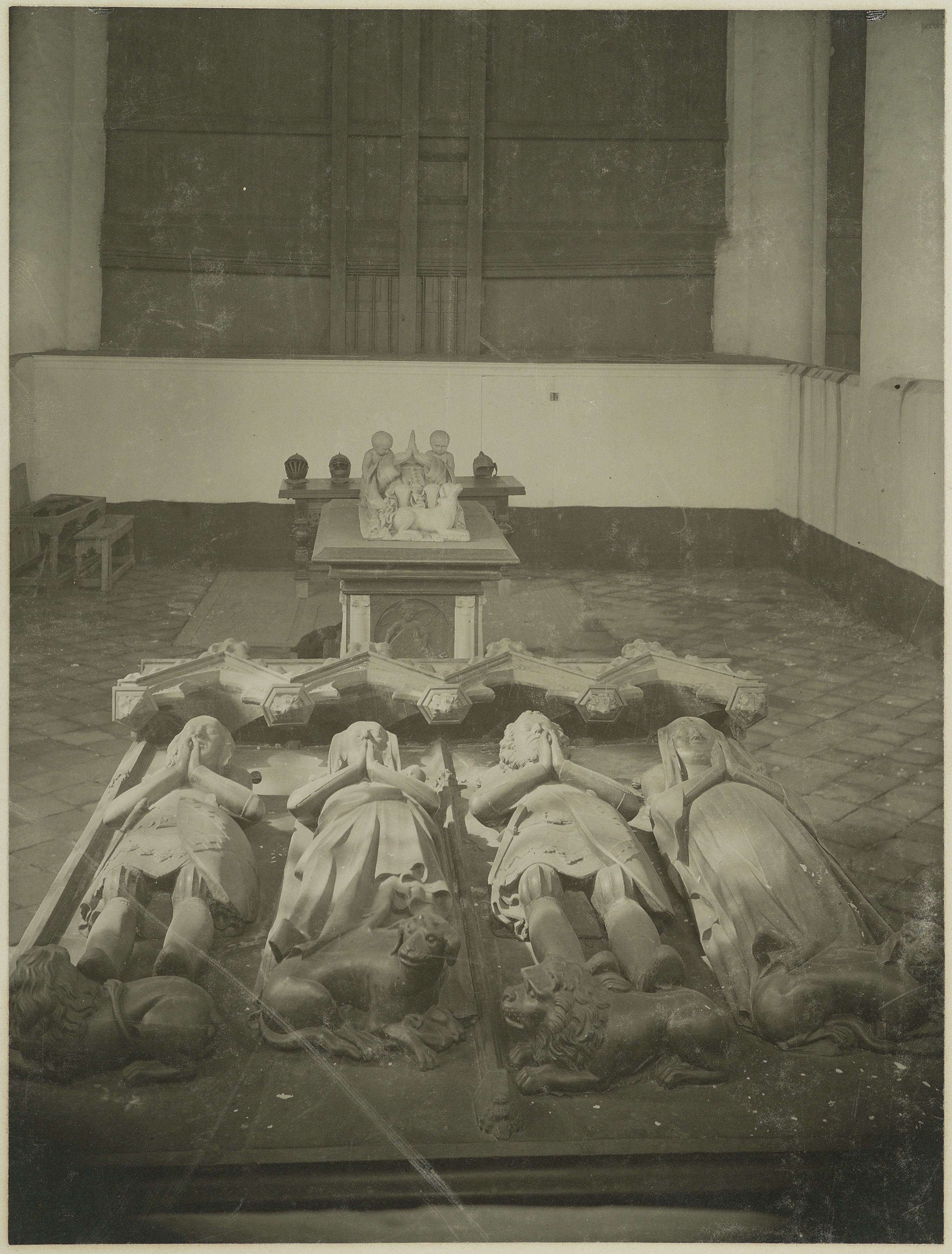
Église réformée d'IJsselstein : le monument funéraire des seigneurs et dames d'IJsselstein où repose Bertha van Heukelom.
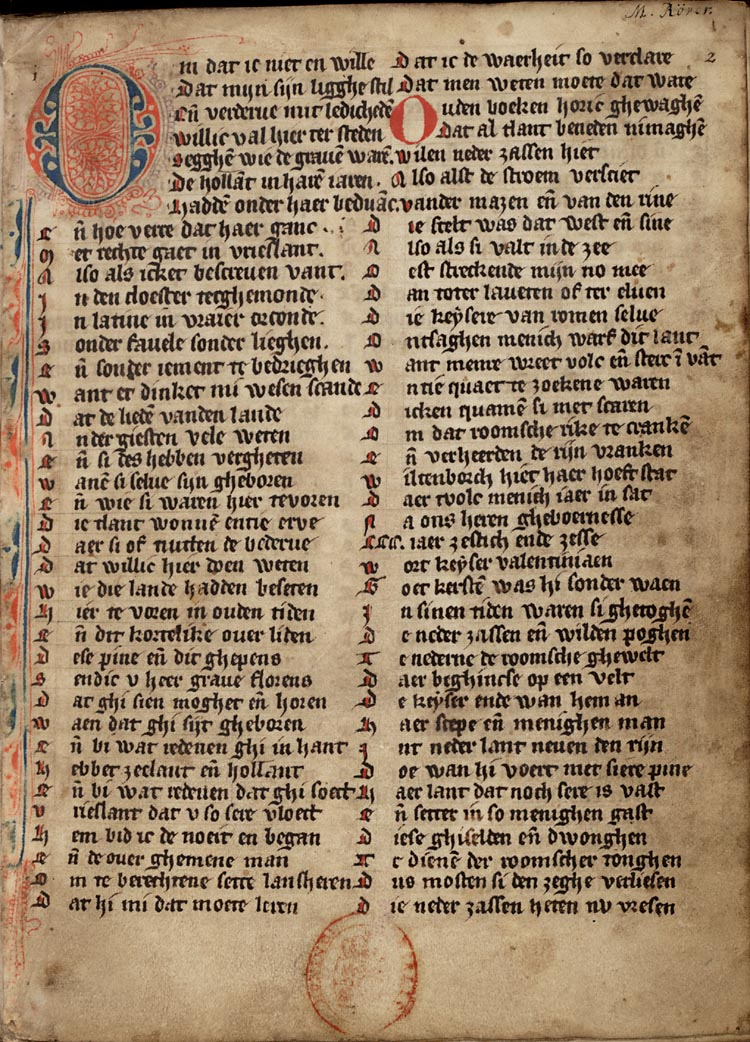
Première page du Rijmkroniek de Stoke.
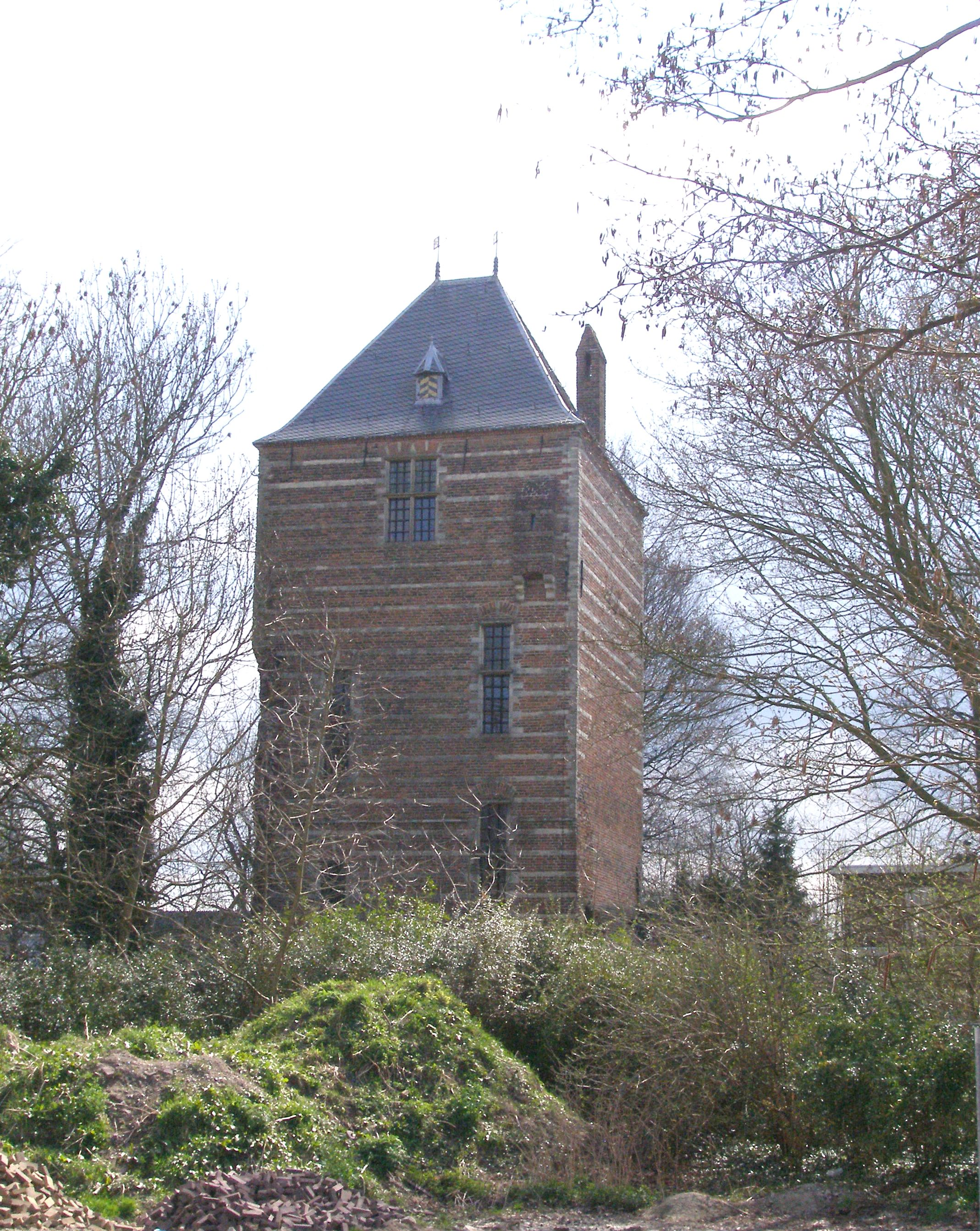
La dernière tour vestige du château d'IJsselstein.

## Sources
- (nl) Portrait de Bertha van Heukelom par Dimphéna Groffen sur le site de Huygens ING, institut de recherche dans le domaine de l'histoire et de la culture, issu du Digital Women's Lexicon of the Netherlands Biographie no 21 in 1001 Vrouwen.